# شهرک جمهوری اسلامی (کلاله)
شهرک جمهوری اسلامی یک روستا در ایران است که در بخش مرکزی شهرستان کلاله در استان گلستان واقع شده‌است.

## جمعیت
این روستا در دهستان کنگور قرار دارد و براساس سرشماری مرکز آمار ایران در سال ۱۳۸۵، جمعیت آن ۶۵۹ نفر (۱۴۹ خانوار) بوده‌است.